# Bradycellus montanus
Bradycellus montanus är en skalbaggsart som beskrevs av Thomas Casey. Bradycellus montanus ingår i släktet Bradycellus och familjen jordlöpare. Inga underarter finns listade i Catalogue of Life.